# Elymus barbatus
Elymus barbatus là một loài thực vật có hoa trong họ Hòa thảo. Loài này được Kurtz mô tả khoa học đầu tiên năm 1904.